# 中野綾子
中野 綾子（なかの あやこ、1977年生まれ）は、日本のバレリーナ。

## 経歴
5歳より浦安バレエアカデミーにてバレエを始める。
- 1991年：アジア・パシフィック国際バレエコンクール ジュニアの部3位
- 1992年：ローザンヌ国際バレエコンクール スカラシップ賞
- 1992年：イギリスのロイヤル・バレエ学校に留学
- 1994年：チューリッヒ・バレエに入団
- 1996年：ソリストとしてTanz-Forum Kölnに入団。
- 1998年：ソリストとしてEuregio Tanz-Forumに入団。
- 1999年：ソリストとしてザールラント州立劇場バレエに入団。
- 2000年：ソリストとしてベルリン国立バレエ団に入団。
- 2001年：ソリストとしてバーゼル劇場バレエに入団。